# Krasnyj Pachar (Kraj Stawropolski)
Krasnyj Pachar (ros. Красный Пахарь) – chutor w Rosji, w Kraju Stawropolskim, w rejonie mineralnowodzkim. W 2010 liczył 3081 mieszkańców.